# 日本大学ニューカッスルキャンパス
日本大学ニューカッスルキャンパス（にほんだいがくニューカッスルキャンパス、英: Nihon University Newcastle Campus）は、オーストラリアニューサウスウェールズ州ニューカッスルにある日本大学の海外キャンパスである。

## 概要
2017年、日本大学は、1892年に完成し、文化遺産に登録されているニューカッスル裁判所を購入し、同大学初となる海外校をニューサウスウェールズ州ニューカッスルに設立することを明らかにした。地場の学生や日本からの留学生の最大200人を受け入れる教室や図書館、100人分のドミトリー施設などとして利用する。
梓設計によって4,100万ドルをかけて設計され、元の留置場を含む元の裁判所の完全な修復が行われた。改修された裁判所の両側に教室や学生施設が入る新しい4階建ての建物2棟が建てられた。
2023年6月、日本大学は「ニューカッスルキャンパス事業計画」を4月7日開催の理事会で承認した。コロナ禍や不祥事などの影響で滞っていた同計画が、2024年2月までに運営開始へ動き出すことになる。
同事業計画では、
1. ニューカッスルキャンパスを2023年度 - 26年度まで、本学の協定校であるニューカッスル大学と共同運営する
2. 前年度の検証を翌年度当初に行って改善を図り、26年度の検証結果によって計画継続可否を含めた方向性を判断する

との概要が示された。ニューカッスルキャンパス計画検討オフィスによると、現在は同キャンパス運営のための体制づくりをはじめとした準備作業を急ピッチで進めており、2023年度内の24年2月までの運営開始を目標としている。
同キャンパスは日本大学の国際化推進施策として、2016年にオーストラリアに拠点を設置する計画が理事会で承認、2019年に着工、2021年９月に竣工した。同キャンパスでのグローバルな教育・研究活動を通じ、大学の国際化を成し遂げようとするのが設置の目的である。
2024年2月3日、国際関係学部の学生18名、引率教員1名が学部主催の研修のためキャンパスに到着し、2月5日より短期海外語学研修が始まった。今後、本キャンパスを拠点に、様々なグローバル教育・研究活動等が展開される予定である。

## 沿革
- 2016年 - 設置計画承認
- 2017年 - 旧裁判所（Newcastle Court House）を購入
- 2019年 - 着工
- 2021年 - 竣工
- 2023年 - 事業計画承認
- 2024年 - 運営開始

## プログラム
- 短期海外研修（スプリングスクール）
  - 日本大学ニューカッスルキャンパスを滞在先とし、協定校ニューカッスル大学で研修を行う[5]。

## 所在地
- 9 Church St, The Hill NSW 2300 Australia